# Liste de musées à Monaco
Pour les autres articles nationaux ou selon les autres juridictions, voir Liste des musées par pays.

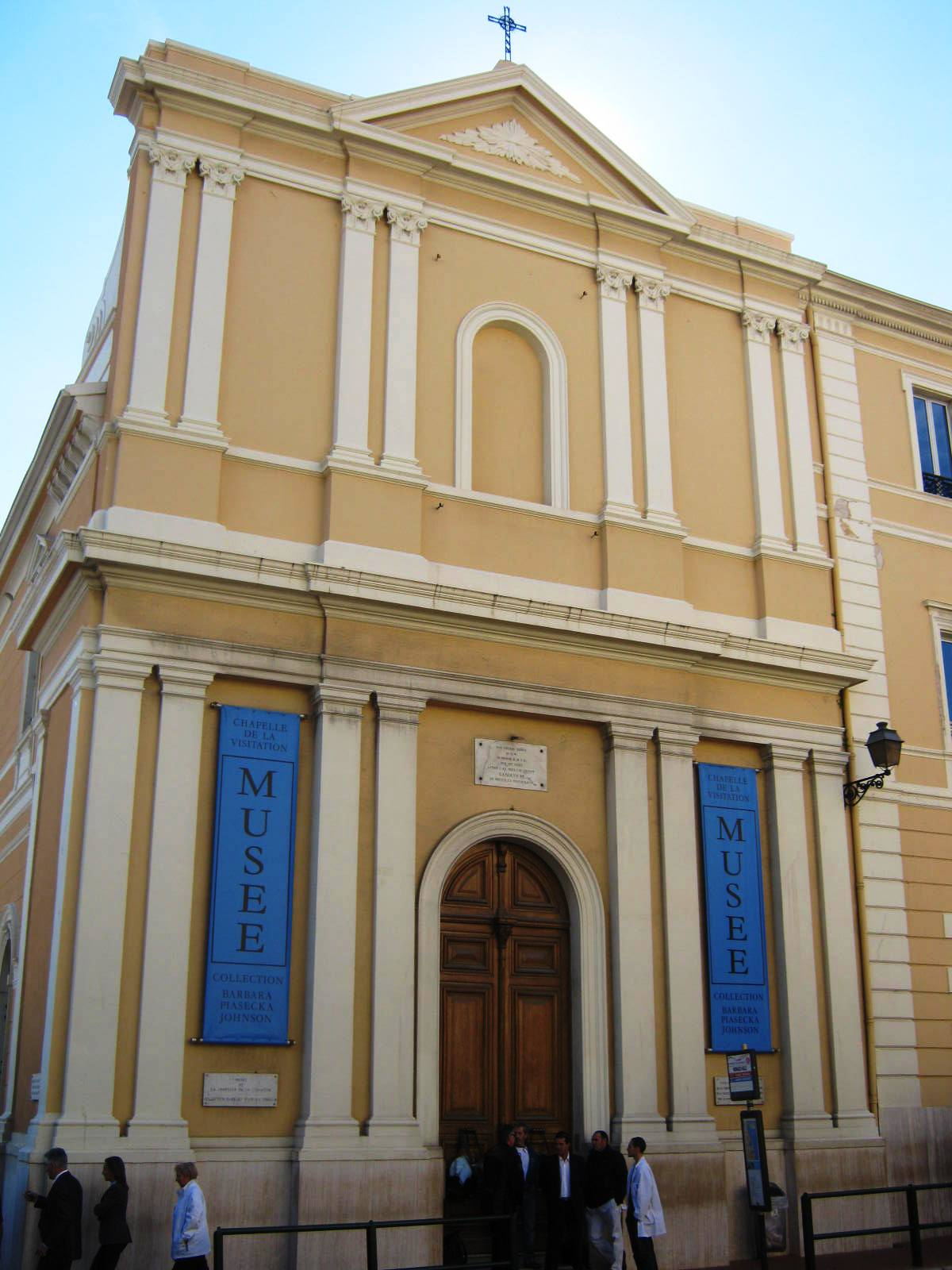
Musée de la Chapelle de la Visitation à Monaco.

Cet article présente une liste non exhaustive de musées à Monaco par quartier.

## Fontvieille
- Chemin des Sculptures
- Musée naval
- Musée des timbres et des monnaies de Monaco

## La Condamine
- Musée de l'automobile de Monaco (ou « Exposition de la collection de voitures anciennes de S.A.S. le Prince de Monaco »)

## Les Révoires
- Musée d'anthropologie préhistorique de Monaco

## Monaco-Ville
- Musée de la Chapelle de la Visitation (en)
- Musée napoléonien (es)
- Musée océanographique de Monaco
- Musée du Vieux Monaco
- Palais de Monaco

## Monte-Carlo
- Nouveau musée national de Monaco